# Haplocyon
A Haplocyon az emlősök (Mammalia) osztályának ragadozók (Carnivora) rendjébe, ezen belül a fosszilis medvekutyafélék (Amphicyonidae) családjába és az Amphicyoninae alcsaládjába tartozó nem.

## Tudnivalók
A Haplocyon-fajok a késő oligocén korszakban éltek, azaz 28,4-23,03 millió évvel ezelőtt. Maradványaikat Svájcban fedezték fel.

## Rendszerezés
A nembe az alábbi 2 faj tartozik:
- Haplocyon crucians
- Haplocyon elegans